# Syncratomorpha euthetodes
Syncratomorpha euthetodes är en fjärilsart som beskrevs av Edward Meyrick 1929. Syncratomorpha euthetodes ingår i släktet Syncratomorpha och familjen stävmalar. Inga underarter finns listade i Catalogue of Life.